# العلاقات الفانواتية المنغولية
العلاقات الفانواتية المنغولية هي العلاقات الثنائية التي تجمع بين فانواتو ومنغوليا.

## مقارنة بين البلدين
هذه مقارنة عامة ومرجعية للدولتين:
| وجه المقارنة                                              | فانواتو                                  | منغوليا         |
| --------------------------------------------------------- | ---------------------------------------- | --------------- |
| المساحة (كم2)                                             | 12.19 ألف                                | 1.57 مليون      |
| عدد السكان (نسمة)                                         | 276.24 ألف                               | 3.08 مليون      |
| الكثافة السكانية (ن./كم²)                                 | 22.66                                    | 1.96            |
| العاصمة                                                   | بورت فيلا                                | أولان باتور     |
| اللغة الرسمية                                             | اللغة البسلاما، لغة فرنسية، لغة إنجليزية | اللغة المنغولية |
| العملة                                                    | فاتو فانواتي                             | توغروغ منغولي   |
| الناتج المحلي الإجمالي (بليون دولار)                      | 862.88 مليون                             | 11.49 مليار     |
| الناتج المحلي الإجمالي (تعادل القوة الشرائية) بليون دولار | 790.76 مليون                             | 36.16 مليار     |
| الناتج المحلي الإجمالي الاسمي للفرد دولار أمريكي          | 2.81 ألف                                 | 3.97 ألف        |
| الناتج المحلي الإجمالي للفرد دولار أمريكي                 | 3.03 ألف                                 | 11.95 ألف       |
| مؤشر التنمية البشرية                                      | 0.594                                    | 0.727           |
| رمز المكالمات الدولي                                      | +678                                     | +976            |
| رمز الإنترنت                                              | .vu                                      | .mn             |
| المنطقة الزمنية                                           | ت ع م+11:00                              | ت ع م+08:00     |

## منظمات دولية مشتركة
يشترك البلدان في عضوية مجموعة من المنظمات الدولية، منها:
| علم المنظمة | اسم المنظمة                        | تاريخ انضمام فانواتو | تاريخ انضمام منغوليا |
| ----------- | ---------------------------------- | -------------------- | -------------------- |
|             | يونسكو                             | 10 فبراير 1994       | 1 نوفمبر 1962        |
|             | مؤسسة التمويل الدولية              | 28 سبتمبر 1981       | 14 فبراير 1991       |
|             | بنك التنمية الآسيوي                | 1981                 | 1991                 |
|             | منظمة حظر الأسلحة الكيميائية       | ?                    | ?                    |
|             | مؤسسة التنمية الدولية              | 28 سبتمبر 1981       | 14 فبراير 1991       |
|             | منظمة التجارة العالمية             | ?                    | ?                    |
|             | وكالة ضمان الاستثمار متعدد الأطراف | 27 يوليو 1988        | 21 يناير 1999        |
|             | الاتحاد البريدي العالمي            | ?                    | ?                    |
|             | الاتحاد الدولي للاتصالات           | 30 مارس 1988         | 27 أغسطس 1964        |
|             | الأمم المتحدة                      | 15 سبتمبر 1981       | 27 أكتوبر 1961       |
|             | البنك الدولي للإنشاء والتعمير      | 28 سبتمبر 1981       | 14 فبراير 1991       |

## وصلات خارجية
- موقع وزارة الخارجية المنغولية